# Roland TB-303
De Roland TB-303 is een bas-synthesizer met ingebouwde sequencer ontwikkeld door Tadao Kikumoto in 1981 of 1982 in opdracht van Roland. Er zijn 10.000 exemplaren van geproduceerd.
De TB-303 speelde een belangrijke rol in de ontwikkeling van housemuziek, en inspireerde vele muzikanten die de basis van Chicago house en acid house legden.

## Geschiedenis
De TB-303 was oorspronkelijk op de markt gebracht als bas-begeleiding voor gitaristen. De productie stopte in 1984 omdat het instrument niet aansloeg bij de doelgroep. Roland deed het instrument daarna in de uitverkoop. De opkomst van de housemuziek eind jaren tachtig zorgde echter voor een opleving van de populariteit ervan.
Vandaag de dag zijn de klanken van de TB-303 nog steeds erg gewild. Mede om deze reden zijn er verschillende klonen ontwikkeld en gebouwd. Een voorbeeld hiervan is de x0xb0x, die is nagebouwd aan de hand van het originele schema. Een andere kloon is de Cyclone TT-303 Bassbot. De TT-303 ziet er vrijwel identiek uit als de originele TB-303 van Roland.
De makers van de zogenaamde acid house bouwden hun volledige stijl rondom de kenmerkende geluiden van deze (vaak gemodificeerde) synthesizer. Een voorbeeld hiervan is de band The Prodigy.

### Nieuwe uitvoeringen
In 2014 bracht Roland de TB-3 Touch Bassline synthesizer uit, als onderdeel van de Aira-serie. De TB-3 is geen replica maar een digitale imitatie van de oorspronkelijke 303.
Op 9 september 2016 ("909 Day") kondigde Roland de TB-03 aan, een synthesizer uit de Boutique-reeks, die ook werd aangestuurd door de Aira-klankbron, maar was ontworpen om te lijken op de oorspronkelijke Bassline. De TB-03 bevat onder andere analoge circuit-modellering, CV/Gate uitgangen, en werkt ook op batterijen.